# 田口青沼村
田口青沼村（たぐちあおぬまむら）は、かつて長野県南佐久郡にあった村。昭和の大合併が進められていた1950年代後半に、ごく短期間存在した。現在の佐久市の南東端および佐久穂町大字平林にあたる。

## 地理
- 山：離山、霊仙峰
- 河川：千曲川、雨川

## 歴史

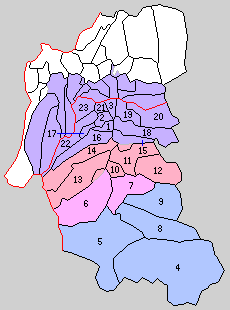
南佐久郡（町村制施行時）
1.臼田村 2.野沢村 3.中瀬村 4.川上村 5.南牧村 6.北牧村 7.小海村 8.南相木村 9.北相木村 10.穂積村 11.海瀬村 12.大日向村 13.畑八村 14.栄村 15.青沼村 16.切原村 17.大沢村 18.田口村 19.平賀村 20.内山村 21.桜井村 22.前山村 23.岸野村
現在の行政区画
紫：佐久市 桃：小海町 赤：佐久穂町 青：合併なし

- 1956年（昭和31年）9月30日 - 田口村・青沼村と合併して発足。
- 1957年（昭和32年）4月1日 - 臼田町と合併し、改めて臼田町が発足。同日田口青沼村廃止。
- 1959年（昭和34年）4月1日 - 臼田町のうち旧村域の一部（大字平林のうち曽原・羽黒下・平林。現在飛地となっている岩水を除く）を住民投票の末に佐久町に編入。

## 交通

### 鉄道路線
- 日本国有鉄道
  - 小海線
    - 羽黒下駅 - 青沼駅 - 臼田駅 - 龍岡城駅